# Abel Smith (1788-1859)
Pour les articles homonymes, voir Abel Smith.
Abel Smith (17 juillet 1788 - 23 février 1859) est un député britannique.

## Biographie
Il est le huitième enfant mais le fils aîné de Samuel Smith, également député, et d'Elizabeth Frances (née Turnor) .
Il est le neveu de Robert Smith (1er baron Carrington). La famille s'est enrichie grâce à des opérations bancaires à Nottingham.
Abel Smith entre au Parlement en 1810 en tant que député de Malmesbury, et par la suite représente également Wendover et Midhurst, deux arrondissements de poche contrôlés par son oncle Lord Carrington, siégeant aux Communes pendant 20 des 22 dernières années avant le Great Reform Act. Lui et son père sont les derniers députés de Wendover, car ils siègent ensemble en tant que député pendant les deux dernières années avant l'abolition de l'arrondissement.
Trois ans après le Reform Act, il est élu pour le Hertfordshire, et sert encore douze ans en tant que député. Il est haut shérif du Hertfordshire en 1849.
Smith épouse Frances Anne Calvert, la fille du général Sir Harry Calvert (en). Leur fils Abel Smith est également devenu député du Hertfordshire .